# Alaszkai-hegység
Az Alaszkai-hegység (angolul Alaska Range) mintegy 650 km hosszan húzódik Dél-Közép-Alaszkában (USA). Nagyjából kelet-nyugati irányú, de némileg ívelt: a kanadai White folyónál kezdődő vonulata északnyugat felé halad, majd legészakibb részétől már délnyugatra tart az Iliamna-tóig. Közvetlen folytatása az Alaszkai-félsziget és a vulkanikus tevékenység által létrehozott Aleut-szigetek (csendes-óceáni tűzgyűrű). Itt található Észak-Amerika legmagasabb csúcsa, a Denali.
Az Alaszkai-öböl felől érkező nedves légtömegeket feltartóztató hegység miatt a dél-közép-alaszkai partvidék időjárása igen csapadékos. A völgyekben számos nagyobb gleccser halad a tenger felé, bár napjainkban sok közülük már nem éri el a partot.
Déli oldalában húzódik a Denali-törésvonal, a területen gyakoriak a földmozgások. Itt tört ki a világ második legnagyobb földrengése (a Richter-skála szerint 9,2) 1964-ben (lásd: nagypénteki földrengés).
Az alacsonyabb részeken fut keresztül Alaszka két fő közlekedési útvonala, az Anchorage-ből Fairbanksbe tartó George Parks Highway és a Valdezből Fairbanksbe tartó Richardson Highway.
A hegylánc első hivatalos elnevezése Alaskan Range („Alaszkai-hegység”) volt (1869), de ez a köznyelvben Alaska Range-re változott („Alaszka-hegység”). 1849-ben Constantin Grewingk a Tschigmit elnevezést használta; az USA földhivatala által 1869-ben készített térképen ez a név a hegység délnyugati részének neveként szerepel Chigmit alakban (az északkeleti rész elnevezése Beaver-hegység).
A hegység egy része a Denali Nemzeti Parkhoz tartozik.

## Legmagasabb csúcsai
- Denali avagy Mount McKinley (6194 m)
- Mount Foraker (5304 m)
- Mount Hunter (4442 m)
- Mount Hayes (4216 m)
- Mount Silverthrone (4029 m)
- Mount Deborah (3761 m)
- Mount Huntington (3730 m)

## Képek

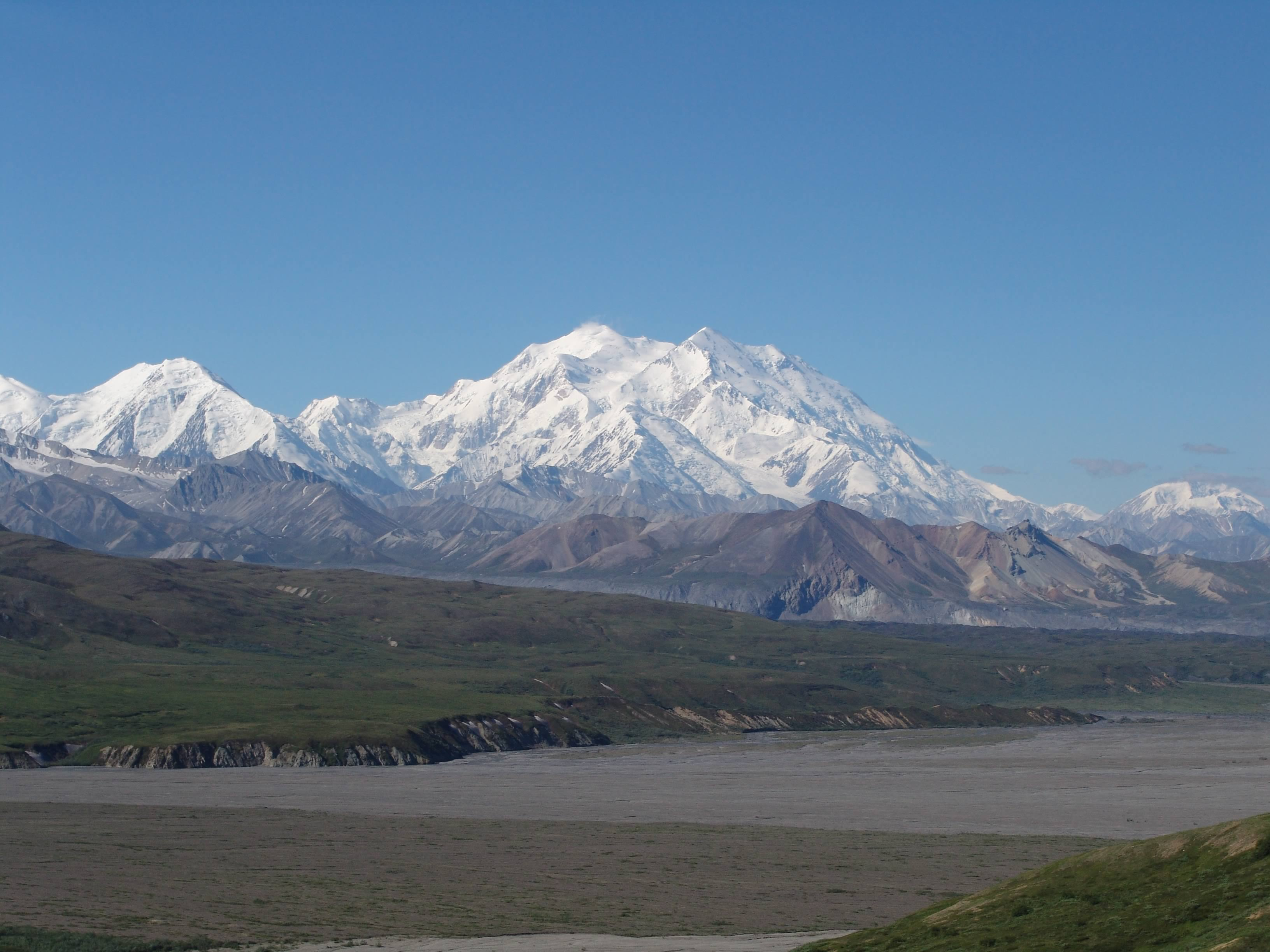
A McKinley- avagy Denali-csúcs
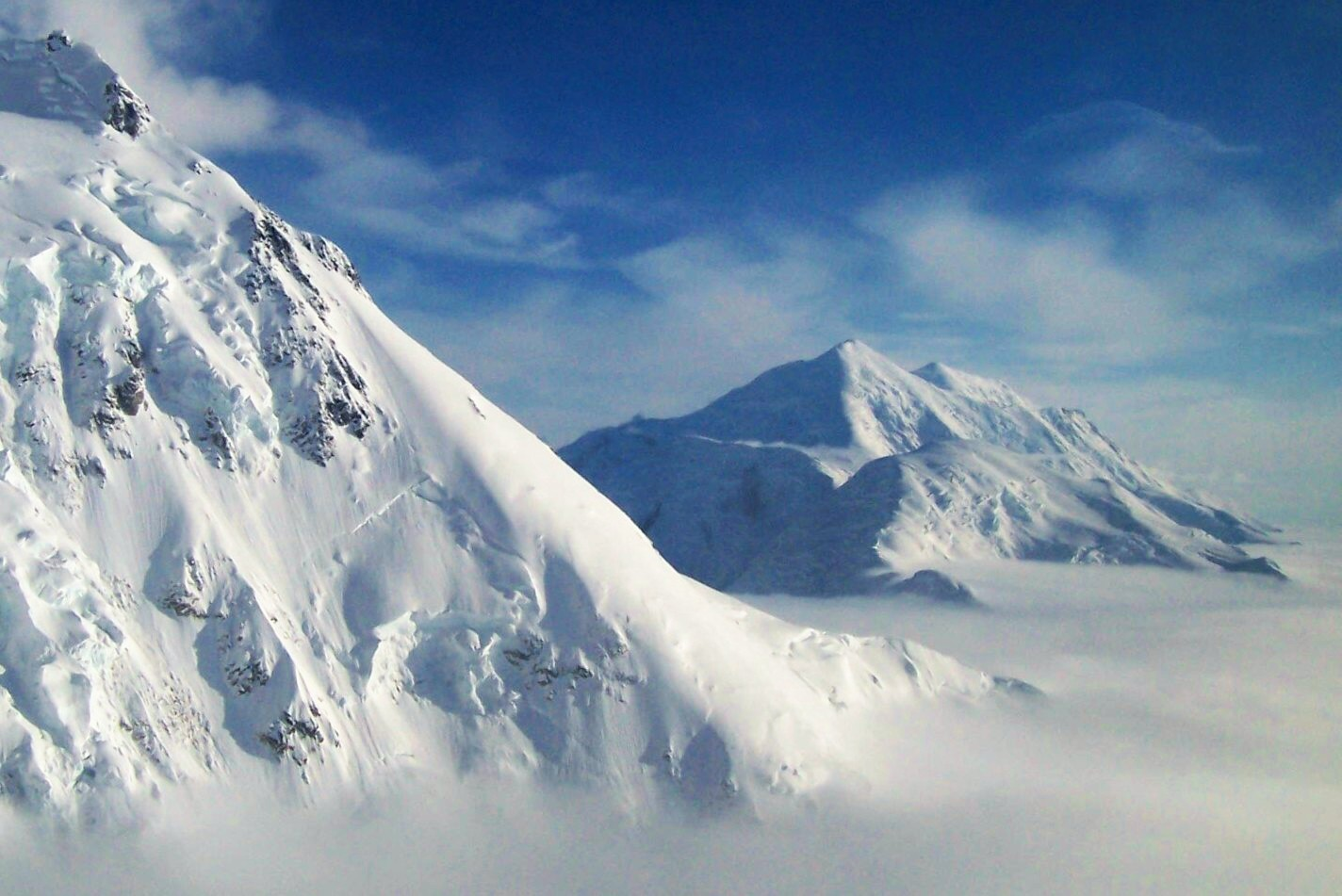
Mount Foraker
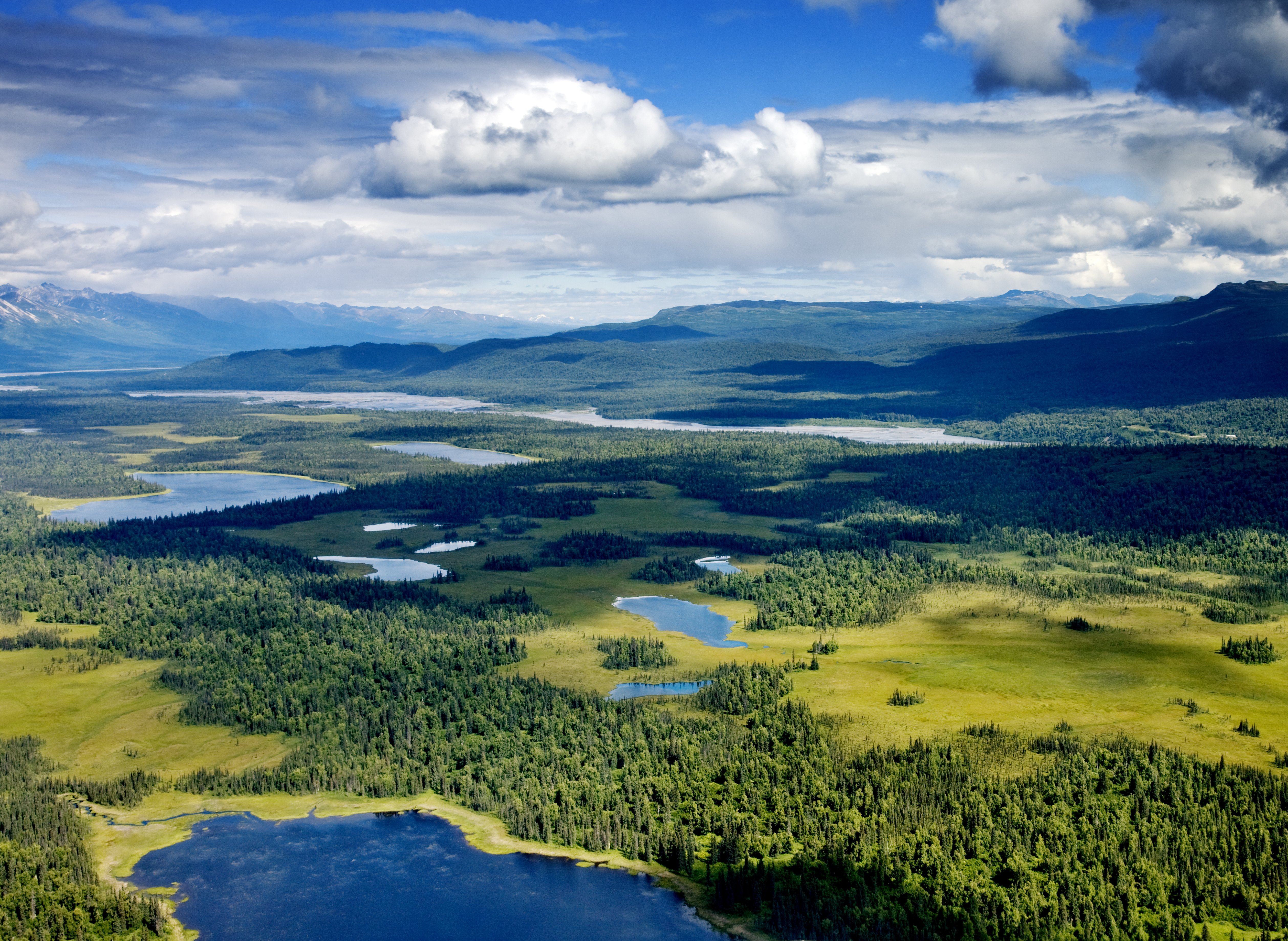
Denali Nemzeti Park
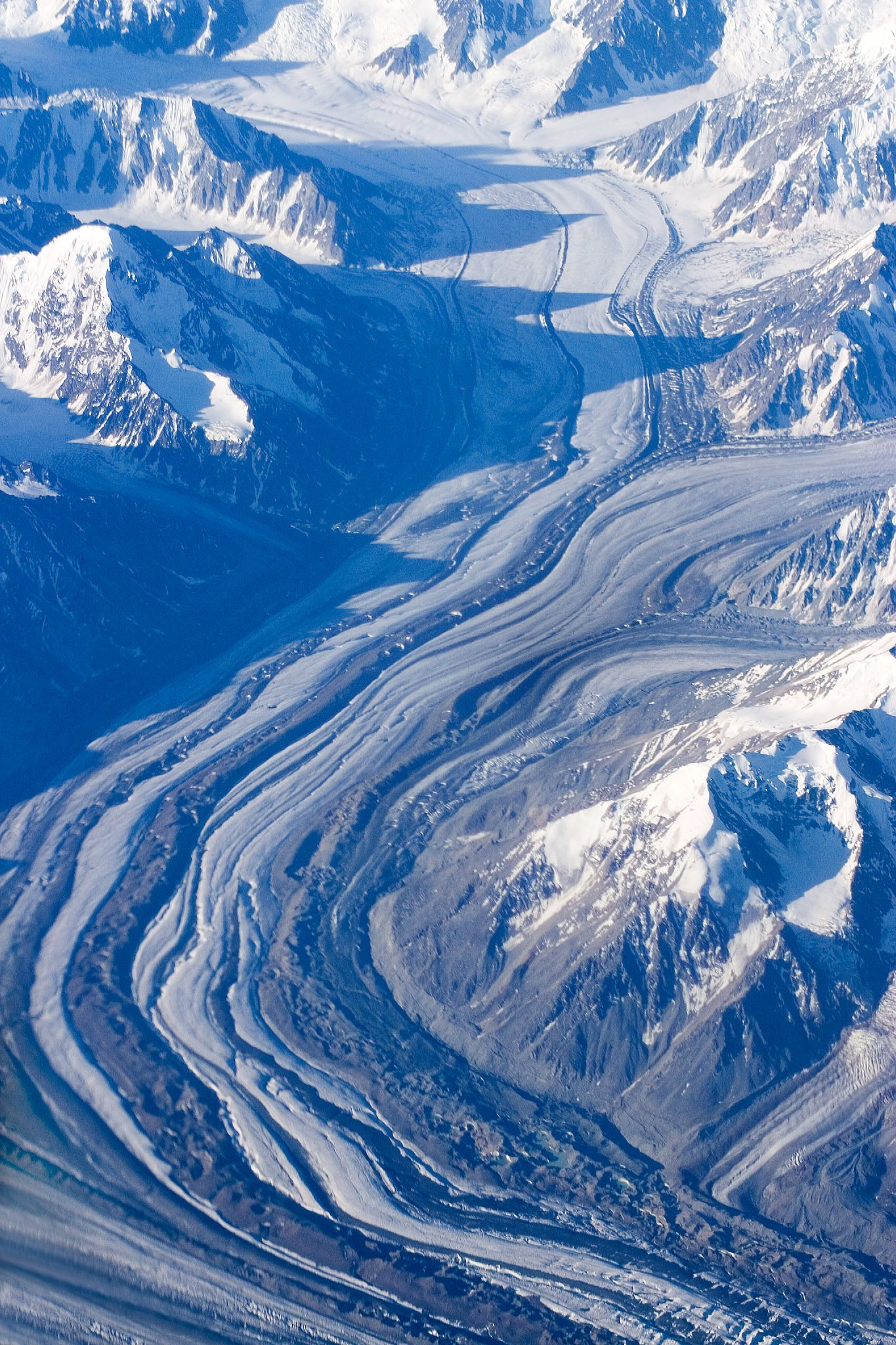
Gleccser